# Edwin Abreu
Edwin Tomás Abreu (ur. 12 stycznia 1975) – dominikański zapaśnik walczący w stylu klasycznym. Zajął 33. miejsce na mistrzostwach świata w 2005 i 2006. Szósty na igrzyskach panamerykańskich w 2003. Dwa brązowe medale mistrzostw panamerykańskich, w 2004 i 2005. Trzeci na igrzyskach Ameryki Środkowej i Karaibów w 2006 roku.